# Джиффоні-Сеї-Казалі
Джиффоні-Сеї-Казалі (італ. Giffoni Sei Casali) — муніципалітет в Італії, у регіоні Кампанія,  провінція Салерно.
Джиффоні-Сеї-Казалі розташоване на відстані близько 250 км на південний схід від Рима, 60 км на схід від Неаполя, 12 км на схід від Салерно.
Населення — 5277 осіб (2014).

## Демографія
Населення за роками:

Станом на 1 січня 2023 року в муніципалітеті офіційно проживало 166 іноземців з 22 країн, серед них 107 громадян країн Євросоюзу та 29 громадян України.

## Сусідні муніципалітети
- Кальваніко
- Кастільйоне-дель-Дженовезі
- Фішіано
- Джиффоні-Валле-П'яна
- Сан-Чипріано-Пічентіно